# Margalaksana (Taraju)
Margalaksana is een bestuurslaag in het regentschap Tasikmalaya van de provincie West-Java, Indonesië. Margalaksana telt 3473 inwoners (volkstelling 2010).